# 菊池義武
菊池 義武（きくち よしたけ）は、戦国時代の武将。肥後菊池氏の最後（第26代）の当主。大友氏の出身で、大友重治ともいう。菊池氏一門の木野親則を曽祖父に持ち、菊池氏の血を引く人物でもある。

## 生涯
永正2年（1505年）、豊後国の戦国大名・大友義長の次男として生まれた。
この頃、隣国である肥後国の名族・菊池氏では家督を巡って内紛を続けていた。父・義長は表面上は当主・菊池政隆を支持したが、裏で菊池氏の家督を狙う阿蘇氏出身の菊池武経を支援、やがて公然と筑後国・肥後国に侵攻して政隆を滅ぼした。すると今度は武経を追い落として自身の子・菊法師丸（後の義武）を菊池氏当主への擁立を画策、永正7年（1510年）には相良氏に武経排除への協力を求めている。この家中の権力闘争に嫌気が差した武経は永正7年（1511年）に阿蘇領矢部へ逃亡した。これにより義長は、菊法師丸を菊池氏の後継者にするように菊池氏の重臣や傘下の国人に公然と働きかけ、菊法師丸に代わって所領の安堵を約束し始めたが、永正15年（1518年）に父・義長は病死してしまう。
大友氏の家督を相続した義長の嫡男で菊法師丸の兄・大友義鑑もまた、肥後国に勢力を拡大するために多大な影響力を持つ菊池氏の乗っ取りを目論み、武経の跡を詫摩氏出身の菊池武包に継がせ、弟・重治の成長後に菊池氏の家督を継がせる密約を結んだ。永正17年（1520年）に重治は菊池武包から家督を譲られて菊池氏当主となった。重治は享禄4年（1531年）3月9日に従四位下左兵衛佐に任じられ（『歴名土代』）、天文3年（1534年）までに義国を経て義武と名を改めた。この間、義武は兄・義鑑の方針に従って城氏・赤星氏・隈部氏と言った菊池氏庶流の重臣を老中（家老）から外して大友氏から連れてきた重臣と鹿子木氏や田島氏などの非菊池氏系の国人から老中を選んでいる。
だが、義武は天文3年（1534年）に大内義隆や相良氏と同盟を結んで兄に反抗し独立する。兄と不仲だったのが原因なのか、それとも自身の野心のためか、滅び行く菊池氏再興を願ったためか、明確な理由は不明であるが、義武は大友氏当主に未練があり、筑後国領有という領土的野心もあったことが原因だと思われる。一方、義鑑からすれば、肥後国を自分のものとするための道具である筈なのにそれが自らの意思で動き出すことは容認できない事態であった。
兄・義鑑はかつて大友氏から義武の老中に派遣されていた山下長就をはじめ、吉岡長増や田北親員らを派遣して筑後国から肥後国に向けて進軍させた。だが、室町幕府の仲裁によって大友義鑑と大内義隆が和平を結ぶことになると、支援を失った義武の敗北は決定的になった。義武は肥前国の高来に亡命し、結局姻戚の相良氏を頼って落ち延びた。天文9年（1540年）に相良氏や宇土氏ら肥後南部衆の支援を得て木辺で大友方の国人衆と戦い勝利するも、隈本攻めで敗北した。一方、大友義鑑は肥後の直接統治を決意し、天文12年（1543年）には幕府に働きかけて肥後守護職を獲得した。
天文19年（1550年）に兄・義鑑が二階崩れの変で横死すると、義武は鹿子木氏や田島氏の支援を得て再び隈本城を奪還、更にこの変事をきっかけに豊後国内は内乱に陥ると予測して相良氏・名和氏・三池氏・溝口氏ら肥後南部・筑後南部の国人衆と連合して肥後全土の制圧を目指した。しかし、甥の大友義鎮（後の宗麟）は直ちに国内の混乱を鎮圧すると、義武を一族から義絶する旨を表明して大軍を派遣し、隈本城は落城して義武は島原に落ち延びた。義鎮は義武討伐に協力した阿蘇氏との関係を強化し、これまで排除の対象であった城氏・赤星氏・隈部氏を取り立てることで肥後支配の安定を確立させることになる。
相良氏当主の相良晴広は、薩摩国の島津忠良に義武と義鎮の和睦周旋を依頼するなど努めたものの講和は成らなかった。また、義武は天文23年（1554年）に剃髪して日向国か薩摩国に亡命しようとするも果たせなかった。同年11月、義鎮の和平を口実にした帰国の誘いに乗り豊後へ向かうが、その途上直入郡木原で義鎮の家臣・立花道雪とその配下の由布惟信、安東家忠、安東連忠、小野信幸の軍勢に包囲され、自害を余儀無くされた。享年50。義武の死により、肥後の名門菊池氏は名実共に滅亡した。

## 人物
義武は兄に似ず凡庸な人物であったらしい。政治・軍事は家臣に任せきりで、権勢に驕り横暴な振る舞いが多かったとされる。重臣で自身の曽祖父にあたる木野親則はしばしば諫言をしたが、義武は聞き入れず逆に親則を殺してしまった。